# ミャンマー地震 (2016年4月)
ミャンマー地震（ミャンマーじしん）は、2016年4月13日20時25分（ミャンマー標準時、日本時間22時55分）に、ミャンマーマンダレーの北西135 km (84 mi)を震源として発生したマグニチュード6.9の地震で、最大震度はVI（強い）を観測した。震源の深さは134 km。新華社通信によると揺れは1分間続いた。